# Kbelská
Kbelská je ulice v Letňanech, Proseku, Vysočanech a Hloubětíně na Praze 9, 14 a 18 a tvoří součást Průmyslového polookruhu. Spojuje nájezd na ulici Veselskou a Cínoveckou (D8) s křižovatkou ulic Poděbradská a Průmyslová. V Proseku přes ni vede most pro pěší (od Kytlické do Opočenské a Broumovské). Ve Vysočanech je mimoúrovňové křížení s ulicí Proseckou a v těchto místech lze také ze Kbelské sjet do Letňanské. Dále následuje mimoúrovňové křížení s Čakovickou a Mladoboleslavskou a poté s Novopackou (součást Vysočanské radiály). U všech těchto mimoúrovňových křížení Kbelská ostatní ulice podjíždí. Na hranici mezi katastrálním územím Vysočan a Hloubětína vede nad Kbelskou železniční most Turnovské dráhy. V Hloubětíně Kbelskou protíná Kolbenova, poté do ní ústí Zelenečská, Sadská, Mochovská a nakonec ji protíná Konzumní. Od Veselské vede Kbelská přibližně jihovýchodním směrem a v Hloubětíně se stáčí k jihu.

## Historie a názvy
Nejstarší úsek je v Hloubětíně. Vznikl a byl pojmenován v roce 1925. Název je odvozen od směru ulice ke Kbelům, původně vsi, která se v roce 1968 stala součástí hlavního města Prahy. V době nacistické okupace v letech 1940–1945 se německy nazývala Gbeller Straße. V roce 1994 byla prodloužena o úsek mezi Kolbenovou a Čakovickou, tento úsek byl dříve součástí Mladoboleslavské. Téhož roku ulici přibyl úsek až k Cínovecké, i když zprovozněn byl až v roce 1996.

## Zástavba a charakter ulice
Kbelská je čtyřpruhová a v některých úsecích dvoupásová komunikace. V severním úseku ji obklopuje zeleň nebo pole, pokud je v blízkosti zástavba, je ulice oddělena protihlukovými zdmi. Od křižovatky s Novopackou jsou na západ sady Na Klíčově a na východ zahrádkářské osady. Mezi Kolbenovou a Poděbradskou jsou podél Kbelské betonové protihlukové zdi. Za protihlukovou zdí na východě vede ještě jeden jednosměrný pruh, který je napojen na komunikace rezidenční čtvrti Nový Hloubětín.
Na ulici je několik čerpacích stanic.

## Instituce a budovy
- Vozovna Hloubětín, Kolbenova 198
- Farní úřad Církve československé husitské (CČSH), Kbelská 250, náboženská obec v Hloubětíně (městská část Praha 14) a ve Vysočanech (městská část Praha 9)

## Městská hromadná doprava
Na ulici je autobusová zastávka Nový Hloubětín.
Na křižovatce Kbelská s Kolbenovou bývala tramvajová smyčka Nový Hloubětín. Do roku 1986 vedla v úseku Kbelské mezi Poděbradskou a Kolbenovou (tehdy Fučíkovou) tramvajová trať. Původně to byla manipulační trať, ze které byl vjezd do vozovny Hloubětín dané do provozu v roce 1951. Vjezd byl umožněn od severu i od jihu u jihovýchodního rohu vozovny. Pravidelné linky byly po této trati vedeny až po postavení trati na Lehovec v roce 1976. Kvůli využití Kbelské ulice pro silniční okruh byla trať přemístěna do nynější polohy západně od vozovny a s ní byl přemístěn i vjezd do vozovny do jejího jihozápadního rohu.
Tramvajová a autobusová zastávka Kbelská je nedaleko křižovatky na Poděbradské.